# Paralejurus
Paralejurus is een geslacht van uitgestorven trilobieten, dat leefde tijdens het Devoon.

## Beschrijving
Het hoog gewelfde kopschild van deze 10 cm lange trilobiet had de vorm van een halve maan, waarbij de ogen langs de achterrand stonden. De glabella vertoonde vage groeven. Genale stekels ontbraken volledig. De thorax bevatte 10 segmenten, waarbij de centrale as onduidelijk werd afgezonderd van de pleurae. Het grote staartschild had de vorm van een waaier en bezat een betrekkelijk korte centrale as. Dit geslacht bewoonde warme zeeën van het continentaal plat.